# Sumner Paine
Sumner Paine (født 13. maj 1868, død 18. april 1904) var en amerikansk sportsskytte. Han deltog i de første Olympiske Lege i Athen, 1896.

## Idrætskarriere
Paine stammede fra en rigtig sportsfamilie, hvor hans far, general Charles Jackson Paine, havde været med til at vinde America's Cup i sejlsport tre gange. Selv boede han i Paris, hvor han ernærede sig som våbensmed, og da hans bror, John Paine, i 1896 besøgte Sumner på vej til OL i Athen, overtalte han denne til også at tage med og deltage i pistolskydningskonkurrencerne ved legene. Sumner Paine samlede derpå en række pistoler og ammunition sammen til at tage med, og brødrene stillede først op i konkurrencen i militærpistol på 30 m. Der var meldt 16 skytter til, men ikke alle stillede op. De to Paine-brødre var klart overlegne, og John Paine sejrede i konkurrencen med 442 point på 25 ramte mål. Det var klart bedre end Sumner, der fik 380 point på 23 ramte mål, mens grækeren Nikos Morakis blev nummer tre med 205 point. De øvrige deltageres scorer er ikke kendt.
Sejren til John Paine var så overlegen, at han mente, det ville være usportsligt, hvis han stillede op i de øvrige discipliner, så han trak sin tilmelding tilbage. Sumner Paine stillede så op i fri pistol på 30 m, hvor der var fem tilmeldte skytter. Også her var amerikaneren bedst og vandt med 442 point (faktisk samme pointtal, som John Paine havde vundet med dagen forinden), mens danske Holger Nielsen blev nummer to med 285 point og de tre øvrige deltagere (alle græske) sluttede længere tilbage.

## Videre livsforløb
I 1901 tog Paine hjem og fandt sin kone i seng med deres datters musiklærer, og det reagerede Paine på ved at skyde på elskeren fire gange, dog uden at ramme. Han blev derpå fængslet og anklaget for overfald, men han blev frifundet, da politiet indså, at han måtte have ramt forbi med vilje.
Han døde få år senere af lungebetændelse.